# Α Циркуля
α Циркуля (HD128898) — найяскравіша зоря в південному сузір'ї Циркуль (видима зоряна величина близько 3,2m).
Вона  розташована на відстані близько 53,5 світлових років від Сонця. Зоря змінна та хімічно пекулярна.

## Пекулярний хімічний склад
Зоряна атмосфера HD128898 має підвищений вміст Eu.

## Магнітне поле
Спектр даної зорі вказує на наявність магнітного поля у її зоряній атмосфері.
Напруженість повздовжної компоненти поля оціненої з аналізу
крил ліній Бальмера
становить  644,6±324,3 Гаус.